# Amphiesma viperinum
Amphiesma viperinum е вид влечуго от семейство Смокообразни (Colubridae).

## Разпространение
Видът е разпространен в Индонезия (Суматра).